# 阿都剌因
阿都剌因（Abd al-Rakhim，？—1635年）是叶尔羌汗国拉失德的第十二子。担任吐鲁番总督。16世纪末，他被任命为吐鲁番总督。1610年，兄长马黑麻死后，黑山派沙迪和卓拥立阿黑麻为主。这引起了阿都剌因的不满，按照汗国的传统，长者继位，他比侄子更有资格承袭汗位。于是他在东部自立为汗，阿黑麻的长子帖木儿与他交战，阿都剌因依然割据东部。不再受叶尔羌汗廷管制。以吐鲁番速檀的名义与瓦剌和明朝交涉。1635年，阿都剌因去世，其子阿不都拉哈汗即位，不久就夺得了整个汗国的王位。
| 前任： 马黑麻 | 叶尔羌汗国东部君主 1610年—1635年 | 繼任： 阿不都拉哈汗 |